# 소노부
소노부(消奴部)는 고구려 오부 중 하나이다. 연노부, 비류나부, 비류부, 비류국 등의 명칭 모두 소노부를 지칭하는 것으로 추정된다.
9대 고국천왕에 의해 5부가 행정적 5부(동·서·남·북·중)로 개편된 뒤에는 서부(西部), 우부(右部) 또는 백부(白部)로 불렸다.

## 개요
고구려의 초기 건국 세력 중 하나로서 계루부가 왕권이 확실히 확립되기 이전에 왕을 배출해왔다. 소노부의 적통대인(嫡統大人)은 왕가(王家)의 대인들과 같이 고추가(古鄒加)로 불렸으며, 이들은 별도로 종묘와 사직을 둘 수 있는 특권까지 주어지기도 했지만 고구려가 중앙집권적 통치체제를 정비하면서 4세기 이후에는 소멸되었다.
비류국, 비류나부라는 명칭에서 보듯 혼강 유역에 자리한 환인 지역이 소노부의 중심지로 알려져 있다. 아마도 현도군과 교류를 통해 초기 고구려의 주요 세력으로 성장했을 것이라고 추정되기 때문에 책구루로 연결되는 부이강 권역에 소노부의 거점이 자리했을 가능성이 크다.
중국 사서에서는 고구려를 건국한 것은 계루부가 아니며, 소노부에서 계루부로 왕위가 넘어가게 되었다고 기록하기도 했기에 주몽이 기원전 37년에 고구려를 건국하기 이전부터 고구려라고 불리는 세력이 존재했을 것이라는 견해도 존재한다. 
삼국지 위서 동이전에 따르면 고구려의 왕은 원래 연노부에서 배출되었기 때문에 연노부는 종묘를 따로 가지고 영성사직을 모셨으며 연노부의 대가(大加)는 고추가(古雛加)라 불렸다고 한다. 그러나 고구려의 건국 시조인 동명성왕 대에 계루부에게 주도권을 빼앗기게 된다. 
197년 고국천왕이 죽고 동생인 고연우가 10대 산상왕으로 즉위하자 산상왕의 형 고발기가 불복하고 난을 일으켰다. 연노부는 고발기를 지원하다가 그가 패하고 죽자, 연노부의 하호 3만여 명이 고구려에서 이탈하여 요동의 공손강에게 신속하였다.

## 기록
- 80년(132) 가을 7월에 수성이 왜산(倭山)註 001에서 사냥하고 측근들과 잔치를 열었다. 이에 관나(貫那)의 우태 미유(彌儒), 환나(桓那)의 우태 어지류(菸支留), 비류나(沸流那)의 조의(皂衣) 양신(陽神) 등이 몰래 수성에게 말하기를...

- 184년,  발기가 왕위에 오르지 못하자 소노부와 연계하여 요동의 공손씨(公孫氏) 세력을 끌어들여 모반을 일으켰다.
- 2년, 겨울 10월에 비류나(沸流那)의 양신(陽神)을 중외대부(中畏大夫)로 삼고..

## 인물
- 음우

## 같이 보기
- 계루부
- 관노부
- 소노부
- 순노부
- 절노부

## 참고 자료
- 《삼국사기》 고구려본기